# Надеждинське сільське поселення (Єльниківський район)
Наде́ждинське сільське поселення (рос. Надеждинское сельское поселение) — муніципальне утворення у складі Єльниківського району Мордовії, Росія. Адміністративний центр — село Надеждино.

## Населення
Населення — 314 осіб (2019, 388 у 2010, 496 у 2002).

## Склад
До складу поселення входять такі населені пункти:
| Населений пункт                 | Населення, осіб (2002) | Населення, осіб (2010) |
| ------------------------------- | ---------------------- | ---------------------- |
| Алексієвка, присілок            | 114                    | 82                     |
| Голуб'євка, селище              | 20                     | 16                     |
| Ізбяний, селище                 | 21                     | 19                     |
| Красна Варма, селище            | 4                      | 2                      |
| Надеждино, село                 | 322                    | 249                    |
| Новодівиченські Виселки, селище | 0                      | -                      |
| Ольшанка, селище                | 15                     | 20                     |